# Parydra alajensis
Parydra alajensis är en tvåvingeart som beskrevs av Nina Krivosheina 1989. Parydra alajensis ingår i släktet Parydra och familjen vattenflugor. Inga underarter finns listade i Catalogue of Life.